# غوستاف هاينز
غوستاف هاينز (بالإنجليزية: Gustavus Hines)‏ هو مبشر أمريكي، ولد في 6 سبتمبر 1809 في مقاطعة هيركايمر في الولايات المتحدة، وتوفي في 9 ديسمبر 1873 في أوريغون سيتي في الولايات المتحدة.